# Хаммерсхаимб, Венсеслаус Ульрикус
Венсеслаус Ульрикус Хаммерсхаимб (фар. Venceslaus Ulricus Hammershaimb; 25 марта 1819, Сандавоавур, Фарерские острова — 8 апреля 1909, Копенгаген) — фарерский пастор, фольклорист и учёный-лингвист, известный как создатель современного фарерского литературного языка.

## Биография
Родился в Сандавоавуре, на острове Воар, в семье Йоргена Франца Хаммерсхаимба, юриста с немецкими корнями, происходившего из богемского дворянства, проживавшего на Фарерских островах с 1809 года. В 1831 году был отправлен получать образование в Копенгаген, куда добрался только к 1832 году, перезимовав в Норвегии. С 1839 года он учился в Копенгагенском университете; несмотря на владение немецким, которому он обучился у отца, и датским языками, Хаммерсхаимб с юности ощущал себя фарерцем и интересовался фарерским языком. После кратковременного пребывания на Фарерах в 1841 году он окончательно вернулся на родину в 1847 году, имея диплом богослова, после чего продолжил изучение родного языка и различных его диалектов, в то время существовавших только в устной форме. С 1853 года он стал особенно активно заниматься полевыми лингвистическими исследованиями, а с 1855 года получил место пастора в Стреймое. Большую известность получила его новогодняя проповедь 31 декабря 1855 года в Квивике, когда он читал строки из Евангелия на фарерском языке. В том же году он женился, а с 1862 года был пастором острова Эстурой; в 1867 году стал пробстом всех Фарерских островов. При этом в 1866 году он был избран в лёгтинг и отработал в его составе три срока. В 1878 году переехал в Данию, первоначально на остров Зеландия. В 1897 году вместе с супругой переехал в Копенгаген, где прожил до конца жизни.

## Работы
В 1846 году Хаммерсхаимбом было написано его главное сочинение, «Фарерская орфография», нормы которой действуют с незначительными изменениями до сих пор (до 1891 года эта работа не была опубликована). Предложенная им орфография базируется на этимологических принципах и весьма сходна в этом плане с орфографией древнескандинавского языка. На орфографии Хаммерсхаимба базируется до сих пор принятое в Европе правописание наименований фарерских населённых пунктов.
Помимо этого, учёным было написано ещё несколько трудов, также он первым начал публикацию песен из «Саги о фарерцах» на «новофарерском» языке, ставших основой для создания современной фарерской литературы.